# Бахчевик
Бахчеви́к (укр. Бахчовик) — село в Волновахском районе Донецкой области.
Село административно подчинено Андреевскому сельскому совету.

## История
В 2014 году село переподчинено Волновахскому району.

## Экономика
Вместе с сёлами Дружное и Обильное составляет агроцех № 35 ОАО «Мариупольский металлургический комбинат имени Ильича».
Основная часть населения занята в сельском хозяйстве. Главные направления хозяйствования: выращивание зерновых (пшеница, ячмень), бахчевых (арбуз, дыня, тыква, кабачок), овощей (капуста, томаты, баклажаны, перец, лук, морковь), молочное животноводство (красная степная порода), свиноводство, птицеводство (утки).